# Agalinis
Agalinis är ett släkte av snyltrotsväxter. Agalinis ingår i familjen snyltrotsväxter.

## Bildgalleri

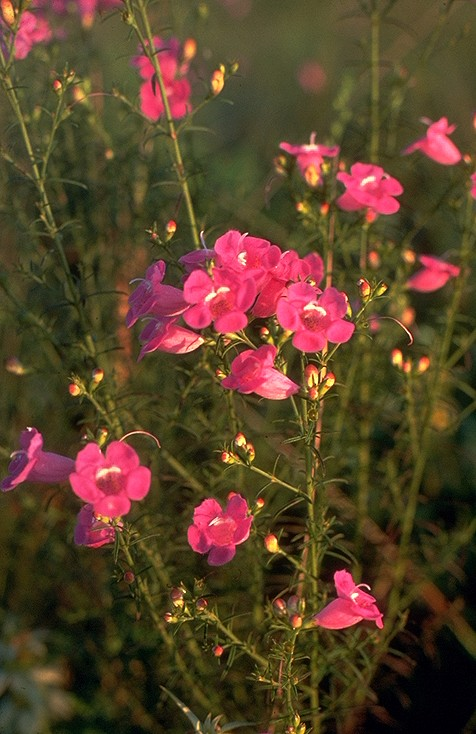
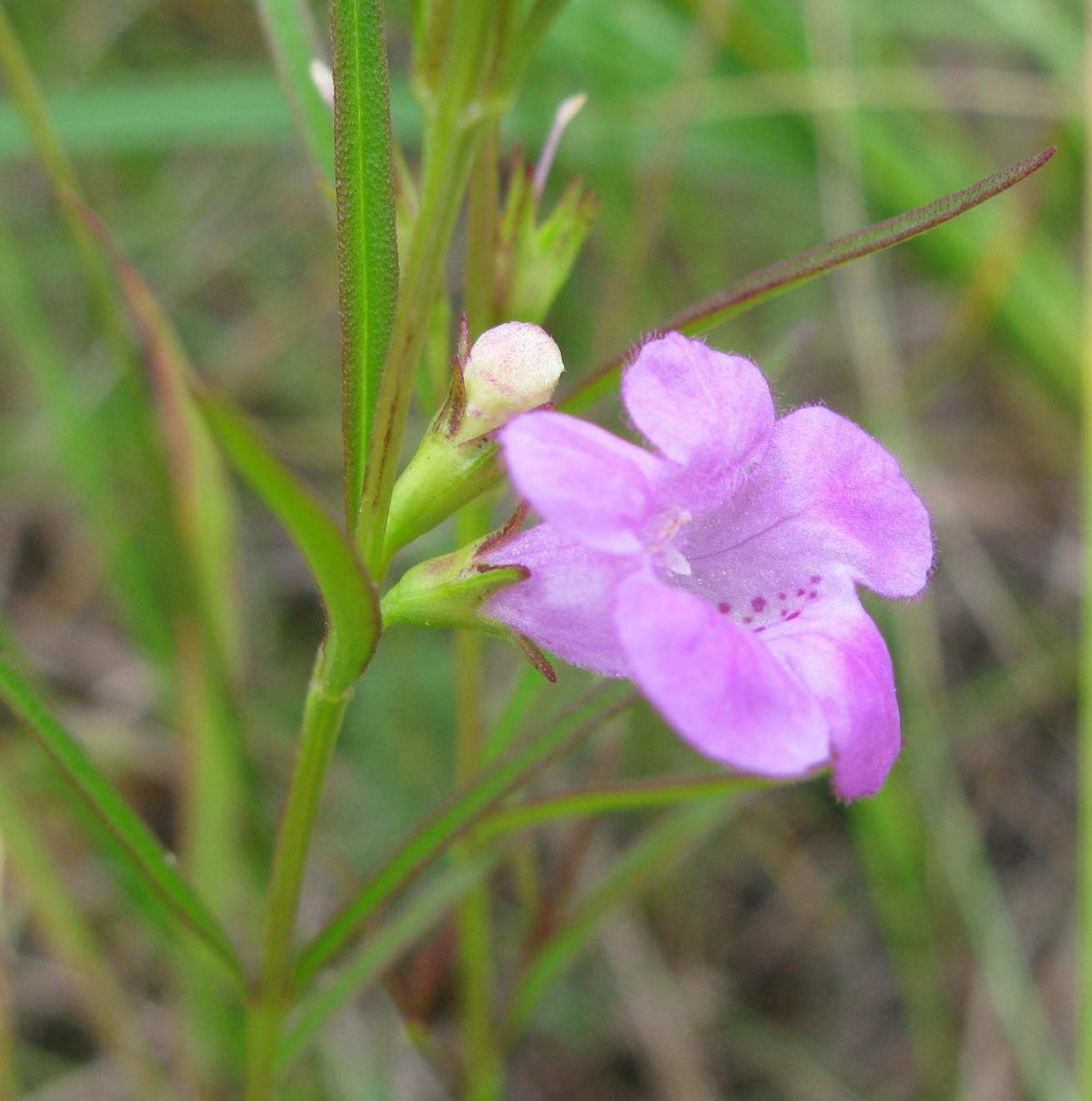
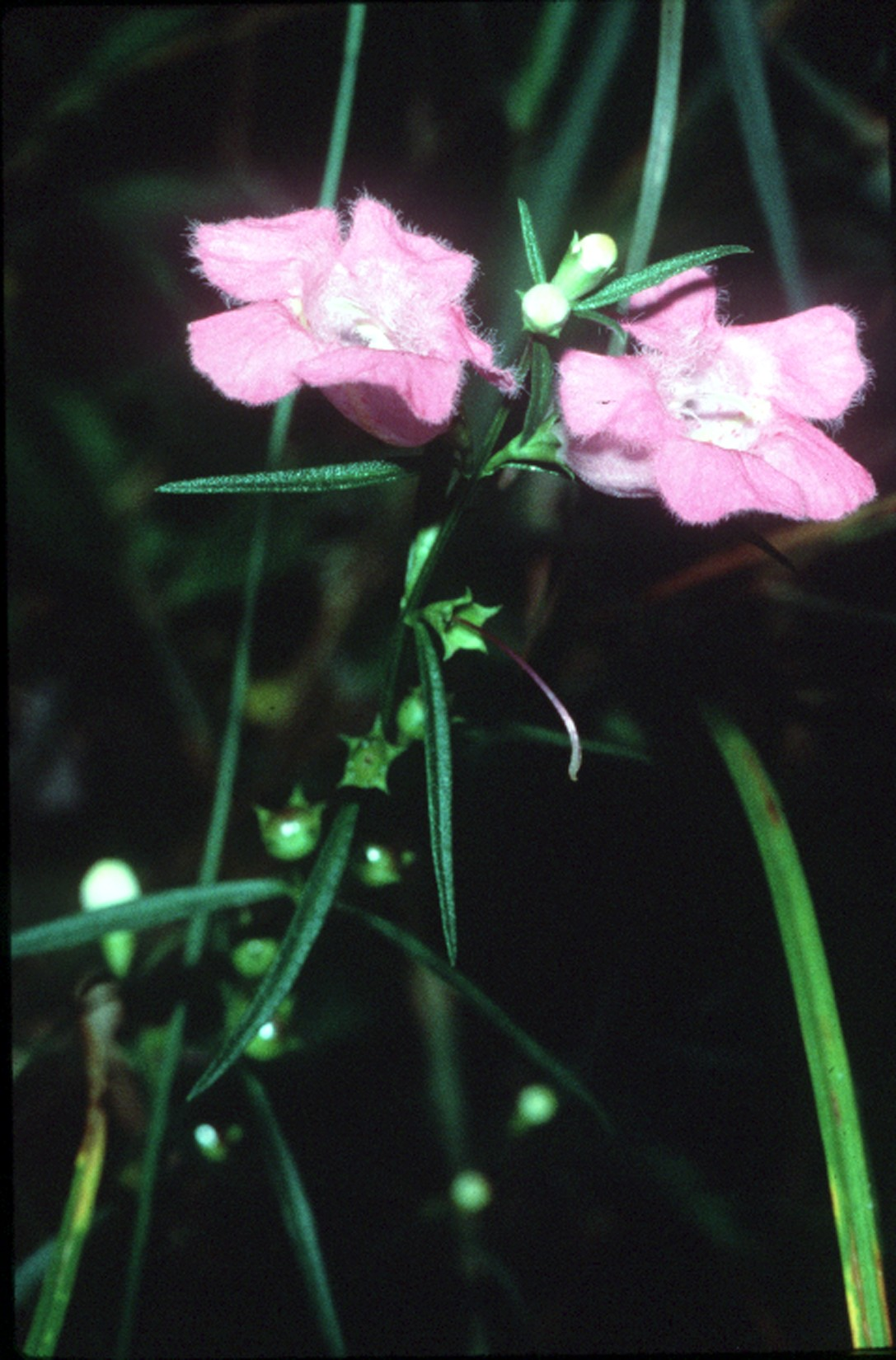

## Dottertaxa tillAgalinis, i alfabetisk ordning[1]
- Agalinis acuta
- Agalinis albida
- Agalinis angustifolia
- Agalinis aphylla
- Agalinis aspera
- Agalinis auriculata
- Agalinis bandeirensis
- Agalinis bangii
- Agalinis brachyphylla
- Agalinis caddoensis
- Agalinis calycina
- Agalinis chaparensis
- Agalinis communis
- Agalinis densiflora
- Agalinis digitalis
- Agalinis divaricata
- Agalinis edwardsiana
- Agalinis fasciculata
- Agalinis fiebrigii
- Agalinis filicaulis
- Agalinis filifolia
- Agalinis gattingeri
- Agalinis genistifolia
- Agalinis glandulosa
- Agalinis gypsophila
- Agalinis harperi
- Agalinis heterophylla
- Agalinis hispidula
- Agalinis homalantha
- Agalinis humilis
- Agalinis itambensis
- Agalinis kingsii
- Agalinis lanceolata
- Agalinis laxa
- Agalinis linarioides
- Agalinis linifolia
- Agalinis maritima
- Agalinis megalantha
- Agalinis meyeniana
- Agalinis nana
- Agalinis navasotensis
- Agalinis neoscotica
- Agalinis nuttallii
- Agalinis obtusifolia
- Agalinis oligophylla
- Agalinis paupercula
- Agalinis peduncularis
- Agalinis pennellii
- Agalinis plukenetii
- Agalinis pulchella
- Agalinis purpurea
- Agalinis ramossisima
- Agalinis ramulifera
- Agalinis reflexidens
- Agalinis scarlatina
- Agalinis schwackeana
- Agalinis setacea
- Agalinis skinneriana
- Agalinis stenantha
- Agalinis strictifolia
- Agalinis tarijensis
- Agalinis tenuifolia
- Agalinis viridis